# Список Героев Социалистического Труда (Хабаров — Хецурия)
Эта страница является частью списка Героев Социалистического Труда и перечисляет в алфавитном порядке лиц, удостоенных звания Героя Социалистического Труда, чьи фамилии начинаются с буквы «Х», от Хабаров до Хецурия.
- Список не включает дважды и трижды Героев Социалистического Труда, а также лиц, лишённых этого звания.
- Список содержит информацию о датах жизни, роде деятельности и дате присвоения звания Героя.
- Герои, удостоенные звания посмертно, выделены в списке  серым цветом .
- Герои, сменившие фамилию после присвоения звания, приводятся в списках дважды, при этом строка с новой фамилией выделяется  бежевым цветом  и не имеет номера.

## Список людей, фамилии которых начинаются с «Х»
| Навигационная таблица | Навигационная таблица |
| --------------------- | --------------------- |
| «Х»                   | Хабаров — Хецурия     |
| «Х»                   | Хзарджян — Хэ         |

| №          | Фамилия, имя, отчество              | Даты жизни              | Деятельность | Дата присвоения | ГС         |
| ---------- | ----------------------------------- | ----------------------- | --- | --------------- | ---------- |
| 1          | Хабаров Андрей Александрович        | 1919 — 05.05.1998       | Каменщик строительно-монтажного управления № 3 строительно-монтажного треста № 14 Татарского совнархоза                                                                                           | 09.08.1958      | [ ГС 1 ]   |
| 2          | Хабаров Иван Тимофеевич             | 23.08.1923 — 28.07.2000 | Бригадир плотников строительно-монтажного управления № 2 треста «Металлургстрой» Куйбышевского совнархоза                                                                                         | 17.10.1960      | [ ГС 2 ]   |
| 3          | Хабарова Наталья Евгеньевна         | 24.03.1936 — 21.10.2013 | Главный геолог Шмидтовской геологоразведочной экспедиции Министерства геологии РСФСР, Чукотский автономный округ Магаданской области                                                              | 10.03.1981      | [ ГС 3 ]   |
| 4          | Хабарова Олимпиада Викторовна       | 01.07.1926 — 09.01.2013 | Телятница племенного завода «Холмогорский» Холмогорского района Архангельской области | 22.03.1966      | [ ГС 4 ]   |
| 5          | Хабибов Исмаил Нурович              | род. 1938               | Бригадир комплексной бригады передвижной механизированной колонны № 1 треста № 20 «Бухараоблсельстрой» Министерства сельского строительства Узбекской ССР, Бухарская область                      | 19.03.1981      |            |
| 6          | Хабибулина Екатерина Гарифульевна   | 02.05.1922 — 10.08.2005 | Звеньевая колхоза «Путь к новой жизни» Мариинского района Кемеровской области | 25.02.1949      | [ ГС 5 ]   |
| 7          | Хабибуллин Мубаракша Сафиуллович    | 23.04.1917 — 09.11.1997 | Оператор подземного ремонта скважин нефтепромыслового управления «Аксаковнефть» объединения «Башнефть» Министерства нефтедобывающей промышленности СССР, Башкирская АССР                          | 23.05.1966      | [ ГС 6 ]   |
| 8          | Хабло Иван Константинович           | род. 1932               | Тракторист совхоза «Бидаикский» Кзылтуского района Кокчетавской области | 19.04.1967      | [ ГС 7 ]   |
| 9          | Хавренко Василий Михайлович         | 11.01.1928 — 10.12.1993 | Бригадир забойщиков Восточного горно-обогатительного комбината Министерства среднего машиностроения СССР, Днепропетровская область                                                                | 29.07.1966      | [ ГС 8 ]   |
| 10         | Хавтаси Сергей Ражденович           | 1918 — ????             | Колхозник колхоза имени Чарквиани Махарадзевского района Грузинской ССР | 19.07.1950      | [ ГС 9 ]   |
| 11         | Хагажеев Джонсон Талович            | род. 27.01.1940         | Директор Надеждинского металлургического завода Норильского горно-металлургического комбината имени А. П. Завенягина Министерства цветной металлургии СССР, Красноярский край                     | 08.07.1985      | [ ГС 10 ]  |
| 12         | Хадарцев Кантемир Угалукович        | 12.03.1930 — 19.07.1998 | Бригадир забойщиков Садонского рудоуправления Северо-Осетинского совнархоза | 28.05.1960      | [ ГС 11 ]  |
| 13         | Хаджи Ашир оглы                     | 1914 — ????             | Бурильщик конторы разведочного бурения № 2 треста «Туркменбурнефть» объединения «Туркменнефть» Министерства нефтедобывающей промышленности СССР, Туркменская ССР                                  | 23.05.1966      | [ ГС 12 ]  |
| 14         | Хаджиев Худайназар                  | 23.09.1910 — 26.02.1967 | Председатель колхоза имени Халтурина Чарджоуского района Туркменской ССР | 16.03.1965      | [ ГС 13 ]  |
| 15         | Хаджиев Шамсуды                     | 20.08.1930 — 25.11.2005 | Каменщик Чечено-Ингушского управления строительства Министерства промышленного строительства СССР                                                                                                 | 05.04.1971      | [ ГС 14 ]  |
| 16         | Хаджинов Михаил Иванович            | 10.10.1899 — 21.11.1980 | Заведующий отделом селекции и семеноводства кукурузы Краснодарского научно-исследовательского института сельского хозяйства                                                                       | 23.06.1966      | [ ГС 15 ]  |
| 17         | Хадралиев Шермат                    | 1874 — ????             | Звеньевой хлопкового совхоза имени Пятилетия Узбекской ССР Министерства совхозов СССР, Нижне-Чирчикский район Ташкентской области                                                                 | 01.06.1949      |            |
| 18         | Хажметов Хасан Хушхович             | 16.06.1931 — 01.04.2007 | Заведующий производственным участком колхоза имени Шогенцукова Баксанского района Кабардино-Балкарской АССР                                                                                       | 08.04.1971      | [ ГС 16 ]  |
| 19         | Хажыев Гунан                        | 1917 — ????             | Бригадир хлопководческой бригады колхоза «Искра» Куня-Ургенчского района Ташаузской области | 08.04.1971      |            |
| 20         | Хазанов Лев Ефимович                | 17.06.1916 — 20.03.1999 | Главный конструктор системы НИИ-10 Государственного комитета по радиоэлектронике СССР, гор. Москва                                                                                                | 28.04.1963      | [ ГС 17 ]  |
| 21         | Хазарадзе Иосиф Григорьевич         | род. 16.12.1931         | Наладчик Кутаисского автомобильного завода имени Орджоникидзе Министерства автомобильной промышленности СССР, Грузинская ССР                                                                      | 02.04.1966      | [ ГС 18 ]  |
| 22         | Хазиахметов Вагиз Хазиахметович     | 15.05.1916 — 01.12.2003 | Председатель колхоза «Алга» Азнакаевского района Татарской АССР | 23.06.1966      | [ ГС 19 ]  |
| 23         | Хазиев Галимзян Мухаметшинович      | 11.07.1930 — 02.02.2021 | Буровой мастер управления буровых работ «Альметьевбурнефть» объединения «Татнефть» Министерства нефтяной промышленности СССР, Татарская АССР                                                      | 30.03.1971      | [ ГС 20 ]  |
| 24         | Хазраткулова Махкам                 | род. 1940               | Бригадир совхоза имени Карла Маркса Нишанского района Кашкадарьинской области | 26.02.1981      | [ ГС 21 ]  |
| 25         | Хазреткулов Ишкул                   | 1928 — ????             | Бригадир колхоза «Коммунизм» Чаршангинского района Чарджоуской области | 10.12.1973      | [ ГС 22 ]  |
| 26         | Хайбрахимов Хайрула Силеевич        | 1886 — ????             | Рабочий Урекского совхоза Министерства сельского хозяйства СССР, Махарадзевский район Грузинской ССР                                                                                              | 05.07.1949      | [ ГС 23 ]  |
| 27         | Хайбуллин Газимулла Гайнуллович     | 12.08.1927 — 16.09.1995 | Токарь завода «Гидравлика» Министерства авиационной промышленности СССР, гор. Уфа Башкирской АССР                                                                                                 | 26.04.1971      | [ ГС 24 ]  |
| 28         | Хайдаркулов Сапар                   | 1910 — ????             | Звеньевой совхоза «Хазарбаг» Министерства хлопководства СССР, Денауский район Сурхан-Дарьинской области                                                                                           | 03.05.1952      |            |
| 29         | Хайдаров Вали                       | 1907 — 21.04.1993       | Первый секретарь Уйчинского райкома Компартии Узбекистана, Наманганская область | 11.01.1957      | [ ГС 25 ]  |
| 30         | Хайдаров Максутали                  | 1927 — ????             | Первый секретарь Ленинградского райкома Компартии Узбекистана, Ферганская область | 10.12.1973      | [ ГС 26 ]  |
| 31         | Хайдаров Нигмат Атабаевич           | 08.02.1914 — ????       | Первый секретарь Денауского райкома КП Узбекистана Сурхан-Дарьинской области | 11.01.1957      | [ ГС 27 ]  |
| 32         | Хайдаров Расул                      | 1929 — ????             | Бригадир совхоза имени Абая Мирзачульского района Джизакской области | 25.12.1976      | [ ГС 28 ]  |
| 33         | Хайдаров Саидахмет                  | 1927 — ????             | Бригадир тракторной бригады первой Багдадской МТС Ферганской области | 11.01.1957      | [ ГС 29 ]  |
| 34         | Хайдарова Бибисара                  | 1920 — ????             | Звеньевая колхоза имени Тельмана Куйбышевского района Сталинабадской области | 19.03.1947      | [ ГС 30 ]  |
| 35         | Хайленко Пётр Константинович        | 11.08.1911 — ????       | Кузнец-рессорщик вагонного депо Барабинск Омской железной дороги, Новосибирская область | 01.08.1959      | [ ГС 31 ]  |
| 36         | Хайруллин Галиулла                  | 02.05.1909 — 02.05.2004 | Проходчик шахты № 64 комбината «Карагандауголь» Министерства угольной промышленности восточных районов СССР, Карагандинская область                                                               | 28.08.1948      | [ ГС 32 ]  |
| 37         | Хайруллина Миннура Галеевна         | 08.08.1926 — 20.06.2016 | Свинарка совхоза «Мамадышский» Мамадышского района Татарской АССР | 22.03.1966      | [ ГС 33 ]  |
| 38         | Хакимов Джума                       | 1909 — ????             | Председатель колхоза имени Сталина Науского района Ленинабадской области | 17.01.1957      |            |
| 39         | Хакимов Джумакулы                   | 1906 — ????             | Председатель колхоза имени Максима Горького Чарджоуского района Чарджоуской области | 14.02.1957      | [ ГС 34 ]  |
| 40         | Хакимов Камалдин                    | 1920 — ????             | Председатель колхоза имени Карла Маркса Ленинского района Андижанской области | 11.01.1957      | [ ГС 35 ]  |
| 41         | Хакимов Мирзарахман                 | 1901 — ????             | Старший конюх колхоза «Янги-Турмыс» Бостандыкского района Южно-Казахстанской области | 23.07.1948      | [ ГС 36 ]  |
| 42         | Халаман Пётр Назарович              | 19.01.1907 — ????       | Звеньевой полеводческой бригады колхоза «23 годовщина Октября» Тайшетского района Иркутской области                                                                                               | 23.05.1949      | [ ГС 37 ]  |
| 43         | Халапов Евгений Сергеевич           | 1917 — ????             | Специалист Ташкентского авиационного производственного объединения имени В. П. Чкалова Министерства авиационной промышленности СССР                                                               | 30.08.1982      |            |
| 44         | Халбаев Машраб                      | 1901 — ????             | Звеньевой колхоза имени Кагановича Янги-Юльского района Ташкентской области | 18.05.1949      |            |
| 45         | Халваши Мамуд Ахмедович             | 1918—1965               | Звеньевой колхоза имени Сакнавти Кедского района Аджарской АССР | 18.06.1949      | [ ГС 38 ]  |
| 46         | Халваши Сурие Хасановна             | род. 1927               | Колхозница колхоза имени Стуруа Кобулетского района Аджарской АССР | 01.09.1951      | [ ГС 39 ]  |
| 47         | Халевин Григорий Петрович           | 1899 — 1960             | Бригадир колхоза «Путиловец» Минусинского района Красноярского края | 10.04.1948      | [ ГС 40 ]  |
| 48         | Халезов Павел Александрович         | 30.12.1916 — 18.01.1999 | Директор завода № 237 Министерства оборонной промышленности СССР, Татарская АССР | 28.07.1966      | [ ГС 41 ]  |
| 49         | Хализова Мария Ивановна             | 13.05.1929 — 08.04.2008 | Старшая доярка колхоза «Путь Ленина» Нуримановского района Башкирской АССР | 22.03.1966      | [ ГС 42 ]  |
| 50         | Халиков Кунахун                     | 1908 — ????             | Бригадир полеводческой бригады колхоза имени Сталина Пахтаабадского района Андижанской области | 11.01.1957      | [ ГС 43 ]  |
| 51         | Халикулов Байхан                    | род. 1927               | Старший чабан госплемзавода «Гузар» Гузарского района Кашкадарьинской области | 22.03.1966      |            |
| 52         | Халилов Абдусатор                   | 1933 — ????             | Бригадир колхоза «Коммунизм» Наманганского района Наманганской области | 26.02.1981      | [ ГС 44 ]  |
| 53         | Халилов Гюльабба Агаширин оглы      | 05.12.1910 — 29.12.1982 | Председатель колхоза имени Жданова Сабирабадского района Азербайджанской ССР | 10.03.1982      | [ ГС 45 ]  |
| 54         | Халилов Заир                        | 1917 — ????             | Председатель исполкома Кагановичабадского районного Совета депутатов трудящихся Таджикской ССР | 17.01.1957      |            |
| 55         | Халилов Иса Ибрагим оглы            | 1921 — ????             | Бригадир Садахлинского табаководческого совхоза Марнеульского района Грузинской ССР | 02.04.1966      | [ ГС 46 ]  |
| 56         | Халилов Меликуза                    | 1916 — ????             | Председатель колхоза имени Энгельса Молотовского района Ферганской области | 11.01.1957      | [ ГС 47 ]  |
| 57         | Халилов Хидир                       | 1896 — 25.05.1983       | Звеньевой колхоза имени Маленкова Джизакского района Самаркандской области | 11.01.1957      | [ ГС 48 ]  |
| 58         | Халилова Анасы Хыдыр кызы           | 21.08.1921 — 1993       | Звеньевая колхоза «Захмет» Агдашского района Азербайджанской ССР | 30.04.1966      | [ ГС 49 ]  |
| 58.000001  | Халилова Жамиля                     | 20.08.1923 — 19.06.2005 | Звеньевая колхоза «Бель-басар» Чуйского района Джамбулской области | 28.03.1948      | [ ГС 50 ]  |
| 59         | Халилова Кузигуль                   | род. 1931               | Доярка колхоза имени Карла Маркса Пенджикентского района Ленинабадской области | 14.12.1984      | [ ГС 51 ]  |
| 60         | Халилова Ханум Гаджи кызы           | 1903—1984               | Звеньевая колхоза имени Ленина Сафаралиевского района Азербайджанской ССР | 10.03.1948      |            |
| 61         | Халимов Мути                        | 03.11.1901 — 1981       | Звеньевой колхоза «Социализм» Орджоникидзеабадского района Сталинабадской области | 01.03.1948      |            |
| 61.000002  | Халимоненко Раиса Степановна        | род. 01.12.1935         | Доярка колхоза имени Карла Маркса Покровского района Днепропетровской области | 26.02.1958      | [ ГС 52 ]  |
| 62         | Халин Ревгат Миргалиевич            | 22.12.1922 — 10.08.2010 | Рамщик Красноярского лесопильно-домостроительного комбината Министерства лесной, целлюлозно-бумажной и деревообрабатывающей промышленности СССР                                                   | 17.09.1966      | [ ГС 53 ]  |
| 63         | Халипская Екатерина Константиновна  | 1905 — ????             | Звеньевой виноградарского совхоза № 6 Министерства пищевой промышленности СССР, Кашка-Дарьинская область                                                                                          | 26.09.1950      | [ ГС 54 ]  |
| 64         | Халиуллин Айрат Насибуллович        | 16.05.1934 — 12.07.2000 | Бригадир механизированной колонны строительного управления № 3 треста «Востокнефтепроводстрой» Государственного производственного комитета по газовой промышленности СССР, Башкирская АССР        | 18.11.1964      | [ ГС 55 ]  |
| 65         | Халифаев Джума                      | род. 1930               | Звеньевой колхоза имени Димитрова Чкаловского района Ленинабадской области | 02.06.1948      |            |
| 66         | Халиченко Александра Васильевна     | 01.05.1911 — 07.11.1989 | Электросварщица Уралвагонзавода Свердловского совнархоза, гор. Нижний Тагил | 07.03.1960      | [ ГС 56 ]  |
| 67         | Халияров Кулькар                    | 1902 — ????             | Старший чабан каракулеводческого совхоза «Кабадиан» Министерства внешней торговли СССР, Джиликульский район Сталинабадской области                                                                | 15.09.1948      |            |
| 68         | Халлыев Байрам                      | 1895—1955               | Бригадир колхоза «8 марта» Куня-Ургенчского района Ташаузской области | 05.04.1948      | [ ГС 57 ]  |
| 68.000003  | Халлыева Огуль Ораз                 | 1920 — ????             | Звеньевая колхоза «Сынпы-Гореш» Марыйского района Марыйской области | 11.06.1949      | [ ГС 58 ]  |
| 69         | Халматов Иргаш                      | 1919 — ????             | Директор совхоза «Самарканд» Пахтакорского района Сыр-Дарьинской области | 08.04.1971      |            |
| 70         | Халматов Мухтар                     | 1925 — ????             | Бригадир совхоза «Социализм» Ворошиловского района Сырдарьинской области | 10.12.1973      | [ ГС 59 ]  |
| 71         | Халматов Сапар                      | 1900 — ????             | Бригадир колхоза «Хакикат» Сыр-Дарьинского района Ташкентской области | 07.05.1951      | [ ГС 60 ]  |
| 72         | Халматов Эргаш                      | 1921 — ????             | Звеньевой колхоза имени Дзержинского Нарпайского района Самаркандской области | 12.07.1950      | [ ГС 61 ]  |
| 73         | Халматова Халима                    | 1917 — ????             | Звеньевая колхоза имени Фрунзе Ахунбабаевского района Ферганской области | 03.11.1951      |            |
| 74         | Халмирзаев Исман                    | 1901 — ????             | Старший чабан колхоза «Дехканабад» Курган-Тепинского района Андижанской области | 06.08.1958      | [ ГС 62 ]  |
| 75         | Халмурадов Какабай                  | 1912 — 20.02.1974       | Бригадир колхоза «Большевик» Куня-Ургенчского района Ташаузской области | 30.06.1950      | [ ГС 63 ]  |
| 76         | Халмурадов Салы                     | род. 1929               | Бригадир колхоза имени Тельмана Ильялинского района Ташаузской области | 30.07.1951      |            |
| 77         | Халмурадова Дурдыхал                | род. 1937               | Бригадир колхоза имени Фрунзе Фарабского района Чарджоуской области | 25.12.1976      | [ ГС 64 ]  |
| 78         | Халмуратов Уразымбет Халмуратович   | 1900—1981               | Бортврач санитарной авиации республиканской больницы, гор. Нукус Каракалпакской АССР | 04.02.1969      | [ ГС 65 ]  |
| 79         | Халмурзаев Абдурахман               | 1899 — ????             | Заведующий конефермой колхоза «Коммуна» Туркестанского района Южно-Казахстанской области | 23.07.1948      | [ ГС 66 ]  |
| 80         | Халназаров Мухомед                  | 1913 — 18.10.1974       | Бригадир колхоза «Зарпчи» Марыйского района Марыйской области | 05.04.1948      | [ ГС 67 ]  |
| 81         | Халов Семён Семёнович               | 1917 — ????             | Бригадир тракторной бригады Моисеевской МТС Краснотуранского района Красноярского края | 07.01.1948      | [ ГС 68 ]  |
| 82         | Халтурин Андрей Алексеевич          | 12.11.1916 — 09.04.1978 | Директор Еткульского совхоза Еткульского района Челябинской области | 22.03.1966      | [ ГС 69 ]  |
| 83         | Халыков Ахмет                       | 1926—2006               | Старший чабан совхоза «Караузякский» Сырдарьинского района Кзыл-Ординской области | 22.03.1966      | [ ГС 70 ]  |
| 84         | Халявин Сергей Яковлевич            | 15.11.1912 — 1971       | Председатель колхоза «Коммунар» Новозыбковского района Брянской области | 22.03.1966      | [ ГС 71 ]  |
| 85         | Хамдамов Раскаль                    | 18.10.1915 — 1988       | Звеньевой колхоза имени Андреева Гиссарского района Сталинабадской области | 01.03.1948      |            |
| 86         | Хамдамов Умарджан                   | 1899 — ????             | Звеньевой колхоза имени Кагановича Янги-Юльского района Ташкентской области | 18.05.1949      |            |
| 87         | Хамидов Муитдин                     | 1915 — ????             | Звеньевой колхоза № 2 имени Ахунбабаева Кара-Сууского района Ташкентской области | 12.07.1950      | [ ГС 72 ]  |
| 88         | Хамидов Эльмурза                    | 03.01.1937 — 2009       | Старший чабан колхоза имени Ленина Наурского района Чечено-Ингушской АССР | 13.03.1981      | [ ГС 73 ]  |
| 89         | Хамидов Эргаш                       | 1926 — ????             | Тракторист первой Ахунбабаевской МТС Ферганской области | 11.01.1957      | [ ГС 74 ]  |
| 90         | Хамидулин Закий Хамидулович         | 1914—1976               | Моторист электропилы Шабалинского лестранхоза Кировской области | 05.10.1957      | [ ГС 75 ]  |
| 91         | Хамидуллин Аксан Абдурахманович     | 17.12.1928 — 27.12.2000 | Бурильщик капитального ремонта скважин нефтегазодобывающего управления «Ишимбайнефть» объединения «Башнефть» Министерства нефтяной промышленности СССР, Башкирская АССР                           | 30.03.1971      | [ ГС 76 ]  |
| 92         | Хамидуллин Марат Уметбаевич         | 02.01.1936 — 13.01.2011 | Токарь-расточник Салаватского производственного объединения «Салаватнефтеоргсинтез» имени 50-летия СССР Министерства нефтеперерабатывающей и нефтехимической промышленности СССР, Башкирская АССР | 22.07.1985      | [ ГС 77 ]  |
| 93         | Хамидуллин Салих Сунгатович         | 12.08.1932 — 09.10.2004 | Бригадир слесарей завода № 16 Татарского совнархоза | 28.05.1960      | [ ГС 78 ]  |
| 94         | Хамраев Баке                        | 1909 — ????             | Бригадир тракторной бригады первой Шафриканской МТС Бухарской области | 11.01.1957      | [ ГС 79 ]  |
| 95         | Хамраев Балта                       | 1923 — ????             | Старший чабан колхоза «XX партсъезд» Чарджоуского района Туркменской ССР | 22.03.1966      | [ ГС 80 ]  |
| 96         | Хамраев Бахшилло                    | 1935 — ????             | Бригадир колхоза «Коммунизм» Навоийского района Бухарской области | 10.12.1973      | [ ГС 81 ]  |
| 97         | Хамраев Наджим Рахимович            | 10.01.1933 — 17.04.2016 | Начальник Главсредазирсовхозстроя при Министерстве мелиорации и водного хозяйства СССР, гор. Ташкент                                                                                              | 13.03.1981      | [ ГС 82 ]  |
| 98         | Хамраев Эсет                        | род. 1935               | Пекарь-мастер производственного объединения «Ашхабадхлеб» Министерства пищевой промышленности Туркменской ССР, гор. Ашхабад                                                                       | 17.03.1981      | [ ГС 83 ]  |
| 99         | Хамраева Обида                      | род. 1940               | Бригадир колхоза «Гулистан» Гиждуванского района Бухарской области | 25.12.1976      | [ ГС 84 ]  |
| 100        | Хан Александра Степановна           | 17.11.1906 — 08.05.1988 | Бригадир рыболовецкой бригады управления сейнерного флота Сахалинрыбпрома, Сахалинская область | 07.03.1960      | [ ГС 85 ]  |
| 101        | Хан Валентин Андреевич              | 25.01.1913 — 10.1994    | Председатель колхоза имени Энгельса Нижне-Чирчикского района Ташкентской области | 21.12.1953      | [ ГС 86 ]  |
| 102        | Хан Дикчун                          | 12.11.1909 — 10.10.1961 | Бригадир тракторной бригады 2-й Средне-Чирчикской МТС Средне-Чирчикского района Ташкентской области                                                                                               | 18.05.1949      | [ ГС 87 ]  |
| 103        | Хан Леонид Игнатьевич               | 18.11.1930 — 20.09.2013 | Звеньевой колхоза имени Энгельса Нижне-Чирчикского района Ташкентской области | 17.07.1951      | [ ГС 88 ]  |
| 104        | Хан Пётр                            | 13.06.1922 — 11.01.2004 | Звеньевой колхоза имени Микояна Нижне-Чирчикского района Ташкентской области | 17.07.1951      | [ ГС 89 ]  |
| 105        | Хан Роман Васильевич                | 15.01.1912 — 1982       | Бригадир колхоза «Гигант» Чиилийского района Кзыл-Ординской области | 21.06.1950      | [ ГС 90 ]  |
| 106        | Хан Сергей                          | 09.11.1927 — 18.05.1969 | Звеньевой колхоза имени Энгельса Нижне-Чирчикского района Ташкентской области | 17.07.1951      | [ ГС 91 ]  |
| 107        | Хан Ун-Сек                          | 06.09.1924 — 24.05.1997 | Звеньевой колхоза имени Свердлова Верхне-Чирчикского района Ташкентской области | 22.05.1951      | [ ГС 92 ]  |
| 108        | Ханагуа Азиз Михайлович             | 1906—1972               | Председатель колхоза имени Ворошилова Гудаутского района Абхазской АССР | 21.02.1948      | [ ГС 93 ]  |
| 109        | Ханаков Николай Васильевич          | 28.11.1928 — 19.04.2006 | Тракторист колхоза «Новый быт» Минусинского района Красноярского района | 07.01.1948      | [ ГС 94 ]  |
| 110        | Ханамов Чары                        | 10.10.1919 — 2003       | Директор совхоза «Теджен» Тедженского района Ашхабадской области | 25.12.1976      | [ ГС 95 ]  |
| 111        | Хангельдыев Амангельды              | 1909 — ????             | Председатель колхоза имени Андреева Ашхабадского района Ашхабадской области | 14.02.1957      | [ ГС 96 ]  |
| 112        | Хандурдыев Гайып                    | 1895 — ????             | Звеньевой колхоза «Коммунизм» Ильялинского района Ташаузской области | 30.07.1951      |            |
| 112.000004 | Хандурдыева Патма                   | род. 1925               | Звеньевая колхоза имени Тельмана Ленинского района Ташаузской области | 21.07.1950      | [ ГС 97 ]  |
| 113        | Хандусь Анна Дмитриевна             | 25.07.1917 — 1993       | Звеньевая колхоза имени ВКП(б) Черкасского района Черкасской области | 23.06.1966      |            |
| 114        | Ханзадян Серо Николаевич            | 03.12.1915 — 26.01.1998 | Армянский писатель, гор. Ереван | 16.11.1984      | [ ГС 98 ]  |
| 114.000005 | Ханко Прасковья Дмитриевна          | 01.11.1921 — ????       | Звеньевая племенного свиноводческого совхоза имени Декабристов Министерства совхозов СССР, Миргородский район Полтавской области                                                                  | 09.05.1949      | [ ГС 99 ]  |
| 115        | Ханов Атанепес                      | 1914 — ????             | Председатель колхоза имени Жданова Каахкинского района Ашхабадской области | 14.02.1957      | [ ГС 100 ] |
| 116        | Ханов Джума                         | 1925 — 18.06.1989       | Старший чабан колхоза имени Калинина Марыйского района Марыйской области | 08.04.1971      | [ ГС 101 ] |
| 117        | Ханоян Саркис Месропович            | 1921 — 14.04.2003       | Директор Арагацского садоводческого совхоза Талинского района Армянской ССР | 12.12.1973      | [ ГС 102 ] |
| 118        | Хантова Клавдия Степановна          | 12.12.1918 — 13.09.1999 | Бригадир племенного птицезавода «Царевщинский» Базарно-Карабулакского района Саратовской области                                                                                                  | 22.03.1966      | [ ГС 103 ] |
| 119        | Харати Натела Владимировна          | род. 1927               | Колхозница колхоза «Ахалгазрда Комунисти» Махарадзевского района Грузинской ССР | 29.08.1949      | [ ГС 104 ] |
| 120        | Харбедия Константин Лукич           | 1911 — ????             | Председатель колхоза имени Гегечкори Хобского района Грузинской ССР | 03.05.1949      | [ ГС 105 ] |
| 121        | Харебава Нестор Ясонович            | 1910 — ????             | Звеньевой колхоза «Колхида» Зугдидского района Грузинской ССР | 29.08.1949      | [ ГС 106 ] |
| 122        | Харебава Спиридон Филиппович        | 1893 — ????             | Председатель колхоза имени Сталина Абашского района Грузинской ССР | 21.02.1948      | [ ГС 107 ] |
| 123        | Харебава Шалва Алексеевич           | 1909 — ????             | Старший агроном Ингирского совхоза имени Берия Министерства сельского хозяйства СССР, Зугдидский район Грузинской ССР                                                                             | 01.09.1951      | [ ГС 108 ] |
| 124        | Харебашвили Мелко Васильевич        | 1908 — ????             | Звеньевой колхоза имени Тельмана Лагодехского района Грузинской ССР | 03.07.1950      | [ ГС 109 ] |
| 125        | Харенко Андрей Григорьевич          | 1922 — ????             | Комбайнёр колхоза имени Первого мая Белоцерковского района Киевской области | 08.12.1973      |            |
| 126        | Харенко Дмитрий Филиппович          | 1907 — ????             | Бригадир семеноводческого колхоза «Червоный партизан» Черкасского района Киевской области | 11.04.1949      |            |
| 127        | Харечко Григорий Тихонович          | 1908 — ????             | Старший чабан племовцезавода «Большевик» Ипатовского района Ставропольского края | 22.03.1966      | [ ГС 110 ] |
| 128        | Харечко Дмитрий Тихонович           | 1914 — ????             | Старший чабан племенного овцеводческого совхоза «Большевик» Министерства совхозов СССР, Ипатовский район Ставропольского края                                                                     | 22.10.1949      | [ ГС 111 ] |
| 129        | Харин Василий Петрович              | 28.02.1914 — 17.01.1992 | Тракторист-комбайнёр Кулевчинской МТС Варненского района Челябинской области | 11.01.1957      | [ ГС 112 ] |
| 130        | Харина Варвара Семёновна            | 24.02.1916 — 22.07.1974 | Звеньевая совхоза «Большевик» Залесовского района Алтайского края | 08.04.1971      | [ ГС 113 ] |
| 131        | Харитонашвили Георгий Васильевич    | 1909 — ????             | Бригадир Ахметского виноградарского совхоза Ахметского района Грузинской ССР | 02.04.1966      | [ ГС 114 ] |
| 132        | Харитоненко Василий Семёнович       | 03.04.1928 — 10.12.1990 | Бригадир колхоза «Большевик» Климовского района Брянской области | 11.12.1973      | [ ГС 115 ] |
| 133        | Харитонов Александр Иванович        | 02.09.1927 — 10.10.2001 | Бригадир виноградарского совхоза «Абрау-Дюрсо» Министерства пищевой промышленности СССР, Краснодарский край                                                                                       | 27.08.1951      | [ ГС 116 ] |
| 134        | Харитонов Василий Андреевич         | род. 1924               | Бригадир монтажников треста «Гидромонтаж» Министерства строительства электростанций СССР, Кировоградская область                                                                                  | 04.11.1961      |            |
| 135        | Харитонов Иван Петрович             | 24.09.1924 — 26.08.1973 | Слесарь-монтажник Северного машиностроительного предприятия Министерства судостроительной промышленности СССР, гор. Северодвинск Архангельской области                                            | 25.07.1966      | [ ГС 117 ] |
| 136        | Харитонов Николай Николаевич        | 10.12.1930 — 11.03.2011 | Составитель поездов станции Люблино-Сортировочное Московской железной дороги, гор. Москва | 16.01.1974      | [ ГС 118 ] |
| 137        | Харитонов Павел Никифорович         | 20.03.1931 — 18.09.2018 | Директор совхоза «Урюпинский» Урюпинского района Волгоградской области | 08.08.1990      | [ ГС 119 ] |
| 138        | Харитонова Александра Александровна | 25.12.1925 — ????       | Звеньевая колхоза «ВЧК ДПУ» Близнюковского района Харьковской области | 07.05.1948      | [ ГС 120 ] |
| 139        | Харитонова Клавдия Геннадиевна      | 13.12.1915 — 28.09.2009 | Главный зоотехник совхоза «Шиловский» Шиловского района Рязанской области | 07.02.1957      | [ ГС 121 ] |
| 140        | Харитонова Мария Васильевна         | 12.01.1904 — 17.08.1978 | Доярка колхоза «12 Октябрь» Костромского района Костромской области | 04.07.1949      | [ ГС 122 ] |
| 141        | Харитонович Николай Васильевич      | 13.09.1932 — 28.01.2004 | Слесарь Минского завода тракторных запасных частей Министерства тракторного и сельскохозяйственного машиностроения СССР                                                                           | 05.08.1966      | [ ГС 123 ] |
| 142        | Харламов Григорий Алексеевич        | 08.03.1907 — 09.12.1985 | Бывший управляющий трестом «Южгазпроводстрой» Министерства газовой промышленности СССР, Ростовская область                                                                                        | 30.03.1971      | [ ГС 124 ] |
| 143        | Харламов Николай Васильевич         | 1922 — ????             | Бригадир плавильщиков Челябинского электролитного цинкового завода имени С. М. Кирова Министерства цветной металлургии СССР                                                                       | 30.03.1971      |            |
| 144        | Харламова Ангелина Петровна         | род. 20.03.1939         | Бригадир Ивановской птицефабрики, Ивановский район Ивановской области | 10.02.1975      | [ ГС 125 ] |
| 145        | Харламова Наталья Матвеевна         | 15.09.1915 — 12.08.1983 | Свинарка совхоза «Уралец» Далматовского района Курганской области | 22.03.1966      | [ ГС 126 ] |
| 146        | Харлан Василий Кузьмич              | 1914 — ????             | Старший чабан совхоза имени Шмидта Очаковского района Николаевской области | 26.02.1958      |            |
| 147        | Харсеев Михаил Илларионович         | 1931—1993               | Буровой мастер конторы разведочного бурения № 6 треста «Ставропольбурнефть» объединения «Ставропольнефтегаз» Министерства нефтедобывающей промышленности СССР, Ставропольский край                | 23.05.1966      | [ ГС 127 ] |
| 148        | Харусь Мария Иосифовна              | 22.02.1899 — 11.03.1974 | Звеньевая колхоза «Новый путь» Меркенского района Джамбулской области | 28.03.1948      | [ ГС 128 ] |
| 149        | Хархалуп Анна Максимовна            | 07.08.1928 — 17.02.1993 | Звеньевая колхоза «Новая заря» Каменского района Молдавской ССР | 24.06.1949      |            |
| 150        | Харчевников Семён Андреевич         | 17.04.1903 — 25.10.1975 | Паровозный машинист колонны паровозов особого резерва № 11 Народного комиссариата путей сообщения СССР, Сталинская область                                                                        | 05.11.1943      | [ ГС 129 ] |
| 151        | Харченко Александра Ивановна        | 14.10.1921 — 23.12.1986 | Доярка колхоза «Советская Россия» Константиновского района Ростовской области | 08.04.1971      | [ ГС 130 ] |
| 152        | Харченко Анастасия Семёновна        | 1912 — ????             | Бригадир свиноводческого совхоза имени Калинина Министерства совхозов СССР, Артёмовский район Сталинской области                                                                                  | 17.05.1951      |            |
| 153        | Харченко Иван Карпович              | 1916 — ????             | Комбайнёр колхоза имени XXI съезда КПСС Смелянского района Черкасской области | 23.06.1966      |            |
| 154        | Харченко Иван Петрович              | 10.03.1904 — 06.05.1979 | Скотник мясного совхоза «Ремонтненский» Министерства совхозов СССР, Ремонтненский район Ростовской области                                                                                        | 22.10.1949      | [ ГС 131 ] |
| 155        | Харченко Николай Ефимович           | 12.05.1906 — 07.01.1976 | Директор свиноводческого совхоза «Червоный степ» Министерства совхозов СССР, Харьковская область                                                                                                  | 13.03.1948      | [ ГС 132 ] |
| 156        | Харченко Пётр Иванович              | 04.07.1938 — 14.10.1977 | Бригадир горнорабочих очистного забоя шахты «Гуковская» Гуковского производственного объединения по добыче угля Министерства угольной промышленности СССР, Ростовская область                     | 05.03.1976      | [ ГС 133 ] |
| 157        | Харченко Потап Лукич                | 22.05.1890 — 08.02.1972 | Бригадир колхоза имени Чапаева Нехворощанского района Полтавской области | 10.05.1948      | [ ГС 134 ] |
| 158        | Харченко Семён Николаевич           | 1914 — ????             | Бригадир каменщиков «Киевметростроя» Министерства транспортного строительства СССР, гор. Киев | 11.01.1961      |            |
| 159        | Харченко Софья Максимовна           | 01.05.1904 — 01.03.1986 | Звеньевая колхоза имени Чапаева Нехворощанского района Полтавской области | 10.05.1948      | [ ГС 135 ] |
| 160        | Харчилава Александр Николаевич      | 1898 — ????             | Звеньевой колхоза имени Сталина Гальского района Абхазской АССР | 21.02.1948      | [ ГС 136 ] |
| 161        | Харчилава Валериан Иосифович        | род. 1924               | Звеньевой колхоза имени Сталина Гальского района Абхазской АССР | 21.02.1948      | [ ГС 137 ] |
| 162        | Харчилава Иродион Качалович         | 1917 — ????             | Бригадир колхоза имени Сталина Гальского района Абхазской АССР | 21.02.1948      | [ ГС 138 ] |
| 163        | Харчук Клим Власович                | 1906 — ????             | Старший механик зернового совхоза имени 18 партсъезда Министерства совхозов СССР, Тельмановский район Сталинской области                                                                          | 14.05.1949      | [ ГС 139 ] |
| 164        | Харькова-Жукова Фаина Ивановна      | 24.09.1927 — 10.12.2002 | Бригадир съёмщиц пряжи Камышинского хлопчатобумажного комбината Министерства лёгкой промышленности РСФСР, Волгоградская область                                                                   | 05.04.1971      | [ ГС 140 ] |
| 165        | Хасанов Акрам                       | 1911 — 04.10.1966       | Председатель колхоза имени Ленина Шахринауского района Сталинабадской области | 03.05.1949      | [ ГС 141 ] |
| 166        | Хасанов Амирджон                    | 1924 — 02.1982          | Председатель колхоза имени Сталина Молотовабадского района Таджикской ССР | 17.01.1957      |            |
| 167        | Хасанов Бабаяр                      | род. 1931               | Бригадир бетонщиков строительно-монтажного управления «Сурханводстрой» треста «Сурхансовхозводстрой» Министерства мелиорации и водного хозяйства Узбекской ССР, Сурхандарьинская область          | 30.04.1966      |            |
| 168        | Хасанов Гадо                        | род. 1929               | Бригадир овощеводческой бригады колхоза «Орджоникидзеабадский» Орджоникидзеабадского района Таджикской ССР                                                                                        | 08.04.1971      |            |
| 169        | Хасанов Дамир Юсупович              | 24.12.1938 — 14.05.2005 | Электросварщик строительно-монтажного управления № 74 треста «Нефтепроводмонтаж» Министерства строительства предприятий нефтяной и газовой промышленности СССР, Башкирская АССР                   | 29.11.1984      | [ ГС 142 ] |
| 170        | Хасанов Закир Шакирович             | 25.12.1911 — 15.08.1983 | Председатель колхоза имени Мичурина Балезинского района Удмуртской АССР | 23.12.1976      | [ ГС 143 ] |
| 171        | Хасанов Латиф                       | 1905 — ????             | Звеньевой колхоза «Коммунист» Канибадамского района Ленинабадской области | 01.03.1948      |            |
| 172        | Хасанов Рузмат                      | 1918 — ????             | Звеньевой колхоза «Новый путь» Нижне-Чирчикского района Ташкентской области | 17.07.1951      |            |
| 173        | Хасанов Тургун                      | 1926 — ????             | Крепильщик по ремонту шахты № 9 комбината «Узбекуголь» Министерства угольной промышленности СССР, Узбекская ССР                                                                                   | 29.06.1966      |            |
| 174        | Хасанов Хамрали                     | 1927 — ????             | Тракторист колхоза имени Карла Маркса Ахунбабаевского района Ферганской области | 08.04.1971      | [ ГС 144 ] |
| 175        | Хасанова Матрёна Перфильевна        | 25.07.1918 — 2003       | Телятница совхоза «Новосибирский» Новосибирского района Новосибирской области | 22.03.1966      | [ ГС 145 ] |
| 176        | Хасаншина Газифа Хасановна          | 25.01.1915 — 01.10.1986 | Врач центральной районной больницы Азнакаевского района Татарской АССР | 04.02.1969      | [ ГС 146 ] |
| 176.000006 | Хасиева-Кулиева Нуйвар Халил кызы   | род. 1929               | Звеньевая колхоза «Совет» Нухинского района Азербайджанской ССР | 17.06.1950      |            |
| 177        | Хасия Ивлита Тарасовна              | 1894 — ????             | Колхозница колхоза имени Берия Ахалсопельского сельсовета Зугдидского района Грузинской ССР | 29.08.1949      | [ ГС 147 ] |
| 178        | Хастиев Мирбат Бадриевич            | 07.07.1927 — 14.07.2000 | Председатель колхоза «Известия» Арского района Татарской АССР | 14.12.1984      | [ ГС 148 ] |
| 179        | Хатамов Кара                        | 10.07.1907 — 04.03.1978 | Капитан парохода Среднеазиатского государственного пароходства Министерства морского флота СССР, гор. Чарджоу Туркменской ССР                                                                     | 03.08.1960      | [ ГС 149 ] |
| 180        | Хатамова Турсунби                   | род. 1935               | Бригадир колхоза имени Шаталова Кулябского района Таджикской ССР | 30.04.1966      |            |
| 181        | Хаустова Елена Тихоновна            | 25.08.1915 — 08.03.1991 | Доярка племенного завода имени Кирова Токмакского района Запорожской области | 22.03.1966      | [ ГС 150 ] |
| 182        | Хафизов Мидхат Габдраупович         | род. 26.06.1933         | Старший оператор Ново-Уфимского нефтеперерабатывающего завода Министерства нефтеперерабатывающей и нефтехимической промышленности СССР, Башкирская АССР                                           | 13.05.1977      | [ ГС 151 ] |
| 183        | Хафизов Нурулла Шарипович           | 17.10.1939 — 15.03.2013 | Бригадир бетонщиков строительного управления «ВИЗстрой» треста «Свердловскхимстрой» Министерства строительства предприятий тяжёлой индустрии СССР, Свердловская область                           | 09.01.1974      | [ ГС 152 ] |
| 184        | Хафизов Шариф Сагирович             | 25.06.1920 — 23.03.1984 | Председатель колхоза «Дружба» Октябрьского района Татарской АССР | 31.12.1965      | [ ГС 153 ] |
| 185        | Хахуташвили Рехима Скендеровна      | 1927 — 17.07.2002       | Колхозница колхоза имени Микояна Кобулетского района Аджарской АССР | 29.08.1949      | [ ГС 154 ] |
| 186        | Хачапуридзе Тамара Давидовна        | 1925 — ????             | Рабочая Цулукидзевского совхоза Министерства сельского хозяйства СССР, Цулукидзевский район Грузинской ССР                                                                                        | 01.09.1951      | [ ГС 155 ] |
| 187        | Хачатрян Андраник Мисакович         | 23.11.1911 — 1959       | Паровозный машинист депо Ленинакан Закавказской железной дороги, Армянская ССР | 05.11.1943      | [ ГС 156 ] |
| 188        | Хачатрян Анжик Гевондовна           | 1927 — ????             | Звеньевая колхоза имени Орджоникидзе Октемберянского района Армянской ССР | 14.06.1950      | [ ГС 157 ] |
| 189        | Хачатрян Арменак Акопович           | 1911 — ????             | Председатель колхоза «Мубариза» Сисианского района Армянской ССР | 18.06.1949      | [ ГС 158 ] |
| 190        | Хачатрян Гайк Петросович            | 15.11.1908 — ????       | Председатель колхоза «Парижская коммуна» Арташатского района Армянской ССР | 16.10.1950      | [ ГС 159 ] |
| 191        | Хачатрян Егине Армавировна          | 1927 — ????             | Звеньевая колхоза имени Орджоникидзе Октемберянского района Армянской ССР | 14.06.1950      | [ ГС 160 ] |
| 192        | Хачатрян Оник Семёнович             | 1921—1990               | Электромонтёр 1-го Ереванского монтажного управления треста «Армэлектромонтаж» Министерства монтажных и специальных строительных работ СССР, Армянская ССР                                        | 07.05.1971      |            |
| 193        | Хачатуров Константин Рубенович      | 03.07.1917 — 27.06.1988 | Главный конструктор Тушинского машиностроительного конструкторского бюро «Союз» Московского моторостроительного завода «Красный Октябрь» Министерства авиационной промышленности СССР             | 11.10.1974      | [ ГС 161 ] |
| 194        | Хачатурян Арам Ильич                | 06.06.1903 — 01.05.1978 | Композитор, дирижёр, народный артист СССР, гор. Москва | 05.06.1973      | [ ГС 162 ] |
| 195        | Хачатурян Хорен Григорьевич         | 1913 — ????             | Звеньевой колхоза имени Куйбышева Гагрского района Абхазской АССР | 03.05.1949      | [ ГС 163 ] |
| 196        | Хачересов Микас Карапетович         | род. 1921               | Бригадир слесарей-ремонтников Араратского цементно-шиферного комбината Министерства промышленности строительных материалов Армянской ССР                                                          | 28.07.1966      |            |
| 197        | Хачидзе Иван Назоевич               | 1897 — ????             | Звеньевой колхоза «Цители дроша» Хашурского района Грузинской ССР | 25.01.1950      | [ ГС 164 ] |
| 198        | Хачикян Артин Атомович              | 1887 — ????             | Звеньевой колхоза «Красные Эшеры» Сухумского района Абхазской АССР | 03.05.1949      | [ ГС 165 ] |
| 199        | Хачикян Артин Хачикович             | 1901 — ????             | Звеньевой колхоза «Красные Эшеры» Сухумского района Абхазской АССР | 03.05.1949      | [ ГС 166 ] |
| 200        | Хачирашвили Георгий Александрович   | 03.03.1908 — 01.01.1980 | Директор птицефабрики «Южная» Симферопольского района Крымской области | 22.03.1966      | [ ГС 167 ] |
| 201        | Хачишвили Ясон Александрович        | 1905 — ????             | Звеньевой колхоза «Глехта гаертианеба» Гурджаанского района Грузинской ССР | 09.08.1949      | [ ГС 168 ] |
| 202        | Хашимов Ахмет                       | 1912 — ????             | Звеньевой племенного молочного совхоза «Вревский» № 4 Министерства совхозов СССР, Чиназский район Ташкентской области                                                                             | 17.05.1951      |            |
| 203        | Хвальков Николай Матвеевич          | 1927 — 13.04.1991       | Старший плавильщик Челябинского электрометаллургического комбината Министерства чёрной металлургии СССР                                                                                           | 22.03.1966      | [ ГС 169 ] |
| 204        | Хван Александра Павловна            | 11.08.1929 — ????       | Колхозница колхоза «Гигант» Чиилийского района Кзыл-Ординской области | 21.06.1950      | [ ГС 170 ] |
| 205        | Хван Ман Гым Григорьевич            | 25.12.1919 — 12.07.1997 | Председатель колхоза «Политотдел» Верхне-Чирчикского района Ташкентской области | 11.01.1957      | [ ГС 171 ] |
| 206        | Хван Павел Александрович            | 30.06.1915 — 17.09.1982 | Звеньевой колхоза имени Будённого Нижне-Чирчикского района Ташкентской области | 15.10.1951      | [ ГС 172 ] |
| 207        | Хван Сергей Григорьевич             | 13.06.1916 — 19.06.1983 | Председатель колхоза «Путь к коммунизму» Ильичёвского района Южно-Казахстанской области | 08.06.1957      | [ ГС 173 ] |
| 208        | Хван Чан-Ир                         | 1893 — 19.03.1966       | Звеньевой колхоза «Авангард» Чиилийского района Кзыл-Ординской области | 20.05.1949      | [ ГС 174 ] |
| 209        | Хватов Николай Васильевич           | 16.08.1937 — 12.04.2002 | Бригадир комплексной бригады строительного управления № 265 треста № 43 «Новгородхимстрой» Министерства строительства СССР, Новгородская область                                                  | 14.06.1977      | [ ГС 175 ] |
| 209.000007 | Хващевская Екатерина Ивановна       | 24.11.1927 — 2020       | Звеньевая колхоза «Красный труд» Кемеровского района Кемеровской области | 25.02.1949      | [ ГС 176 ] |
| 210        | Хведелиани Яков Романович           | 20.10.1906 — 13.09.1978 | Директор Тбилисского авиационного завода Министерства авиационной промышленности СССР, Грузинская ССР                                                                                             | 02.04.1966      | [ ГС 177 ] |
| 211        | Хвингия Лена Герасимовна            | 1925 — ????             | Звеньевая колхоза имени Берия Ахалсопельского сельсовета Зугдидского района Грузинской ССР | 29.08.1949      | [ ГС 178 ] |
| 212        | Хвингия Хута Герасимовна            | 23.07.1923 — 20.01.2018 | Звеньевая колхоза имени Берия Ахалсопельского сельсовета Зугдидского района Грузинской ССР | 29.08.1949      | [ ГС 179 ] |
| 213        | Хвичия Назико Хусеиновна            | 1928—2017               | Колхозница колхоза имени Андреева Кобулетского района Аджарской АССР | 29.08.1949      | [ ГС 180 ] |
| 214        | Хворостян Александр Григорьевич     | 26.04.1943 — 29.07.2016 | Забойщик шахты имени В. И. Ленина производственного объединения «Артёмуголь» Министерства угольной промышленности Украинской ССР, Донецкая область                                                | 02.03.1981      | [ ГС 181 ] |
| 215        | Хвостов Александр Герасимович       | 15.02.1922 — 08.11.1988 | Старший сварщик Карагандинского металлургического комбината Министерства чёрной металлургии СССР                                                                                                  | 30.03.1971      | [ ГС 182 ] |
| 216        | Хвостов Иван Степанович             | 19.01.1914 — 18.02.1984 | Директор Московского мебельно-сборочного комбината № 1 Министерства лесной, целлюлозно-бумажной и деревообрабатывающей промышленности СССР                                                        | 17.12.1980      | [ ГС 183 ] |
| 216.000008 | Хвостовцова Надежда Никитовна       | 22.12.1929 — 2016       | Рабочая Кохорского совхоза Министерства сельского хозяйства СССР, Гальский район Абхазской АССР                                                                                                   | 05.07.1949      | [ ГС 184 ] |
| 217        | Хдрян Азнив Карапетовна             | 1900 — ????             | Звеньевая колхоза имени 18 партсъезда Бериевского района Армянской ССР | 11.07.1951      | [ ГС 185 ] |
| 218        | Хе Бен-Хи                           | 19.04.1910 — ????       | Колхозник колхоза «Большевик» Чиилийского района Кзыл-Ординской области | 21.06.1950      | [ ГС 186 ] |
| 219        | Хе Ден-Ер                           | 1913 — 07.05.1983       | Звеньевой колхоза имени Димитрова Нижне-Чирчикского района Ташкентской области | 17.07.1951      | [ ГС 187 ] |
| 220        | Хе Се-Ун                            | 28.07.1893 — 17.07.1970 | Звеньевой колхоза «Авангард» Чиилийского района Кзыл-Ординской области | 20.05.1949      | [ ГС 188 ] |
| 221        | Хейфиц Иосиф Ефимович               | 17.12.1905 — 24.04.1995 | Кинорежиссёр, народный артист СССР, гор. Ленинград | 19.12.1975      | [ ГС 189 ] |
| 222        | Хеладзе Диомид Севодович            | 15.11.1906 — 11.1953    | Секретарь Батумского районного комитета Компартии (большевиков) Грузии, Аджарская АССР | 29.08.1949      | [ ГС 190 ] |
| 223        | Хеладзе Елена Соломоновна           | род. 1922               | Звеньевая колхоза имени Орджоникидзе Махарадзевского района Грузинской ССР | 21.02.1948      | [ ГС 191 ] |
| 224        | Хелашвили Георгий Леванович         | 1915 — ????             | Бригадир виноградарского совхоза «Карданахи» Министерства пищевой промышленности СССР, Гурджаанский район Грузинской ССР                                                                          | 04.09.1950      | [ ГС 192 ] |
| 225        | Хелая Нина Виссарионовна            | 1920 — ????             | Звеньевая колхоза имени Сталина Гагрского района Абхазской АССР | 21.02.1948      | [ ГС 193 ] |
| 226        | Хемраев Овез                        | 1900 — ????             | Звеньевой колхоза «Кызыл-Караван» Байрам-Алийского района Марыйской области | 11.06.1949      | [ ГС 194 ] |
| 226.000009 | Хемшиашвили Эмина Сердаловна        | 1928—2001               | Колхозница колхоза имени Ленина Халинского сельсовета Кобулетского района Аджарской АССР | 19.07.1950      | [ ГС 195 ] |
| 227        | Херманис Янис Юрьевич               | 01.07.1908 — 01.03.1989 | Звеньевой совхоза «Окте» Министерства совхозов СССР, Талсинский уезд Латвийской ССР | 29.04.1949      | [ ГС 196 ] |
| 228        | Хецурия Любина Хиндигуевна          | 1916 — ????             | Колхозница колхоза имени Берия Гальского района Абхазской АССР | 29.08.1949      | [ ГС 197 ] |

| Навигационная таблица | Навигационная таблица |
| --------------------- | --------------------- |
| «Х»                   | Хабаров — Хецурия     |
| «Х»                   | Хзарджян — Хэ         |